# Uzi
Uzi (fil) (Hebreiska: עוזי, officiellt stiliserat UZI) är en kulsprutepistol i kalibern 9 × 19 mm Parabellum med ursprung i Israel.
Vapnet är uppkallat efter dess designer, Uziel Gal (1923-2002) och är tekniskt delvis baserat på den tjeckiska kpisten M23. Gal var född i Weimar som Gotthard Glas. Föräldrarna utvandrade 1933 och bosatte sig i det Brittiska Palestinamandatet . Den israeliska krigsmakten gav Gal i uppdrag att utveckla ett nytt vapen och prototypen var klar 1951. Uzin var enkel, robust, billig och lämpad för användning i öknen. De följande åren tillverkades testexemplar och vapnet togs i tjänst 1955 samt fick sitt elddop under Suezkrisen.     
Uzi tillverkas i tre huvudvarianter: Uzi, Mini Uzi (mindre storlek) och Micro Uzi (ännu mindre). Original-Uzin började tillverkas 1955 och 1980 kom Mini Uzi för att följas av Micro Uzi en bit in på 1980-talet. Kolven är infällbar på alla varianter utom för ett antal Uzi som under den första tiden tillverkades med fast träkolv. Till dags dato ha cirka 10 miljoner exemplar av vapnet i alla varianter tillverkats. 
Främsta brukare av Uzi var Israel som dock 2003 fasade ut den ålderstigna Uzi till förmån för mer moderna automatkarbiner. Uzi finns i den tyska försvarsmaktens arsenal under beteckningen MP2. Även många andra länder använder Uzi i militär, paramilitär eller polisiär tjänst.
Uzi och dess olika varianter förekommer i ett otal filmer och datorspel. 